# لي غان
لي غان (بالإنجليزية: Leigh Gunn)‏ (24 ديسمبر 1980 بسيدني في أستراليا - ) هو لاعب كرة قدم أسترالي في مركز الهجوم. شارك مع منتخب الفلبين لكرة القدم. أما مع النوادي، فقد لعب مع سيدني تايغرز وبانكستاون باريز ‏ وBonnyrigg White Eagles FC ‏ وFraser Park FC ‏ وMacarthur Rams FC ‏.

## وصلات خارجية
- لي غان على موقع قاعدة بيانات كرة القدم.إي يو (الإنجليزية)
- لي غان على موقع ناشيونال فوتبول تيمز (الإنجليزية)